# San José Ojetenam
San José Ojetenam – niewielka miejscowość na południowym zachodzie Gwatemali, w departamencie San Marcos. Według danych szacunkowych z 2012 roku liczba mieszkańców wynosiła 1504 osób. 
San José Ojetenam leży około 58 km na północ od stolicy departamentu – miasta San Marcos. 
Leży na wysokości 3321 metrów nad poziomem morza,  w górach Sierra Madre de Chiapas.

## Gmina San José Ojetenam
Miasto jest także siedzibą władz gminy o tej samej nazwie, która jest jedną z dwudziestu dziewięciu gmin w departamencie. W 2012 roku gmina liczyła 19 823 mieszkańców. Gmina jak na warunki Gwatemali jest mała, a jej powierzchnia obejmuje 37 km². Mieszkańcy gminy utrzymują się głównie z rolnictwa i wyrobu produktów rzemiosła artystycznego. W rolnictwie dominuje uprawa pszenicy, kukurydzy i ziemniaków. Zajmują się także hodowlą i połowem pstrągów.